# Girona (provincie)
Girona (Spaans: Gerona) is een provincie van Spanje en maakt deel uit van de autonome regio Catalonië. De provincie heeft een oppervlakte van 5910 km². De provincie telde 784.941 inwoners in 2021 verdeeld over 221 gemeenten.
Hoofdstad en tevens de grootste stad van Girona is Girona. Andere steden zijn bijvoorbeeld Figueres en de kustplaats Roses.

## Bestuurlijke indeling
De provincie Girona bestaat uit 8 comarca's (landstreken, gewesten) die op hun beurt uit gemeenten bestaan. De comarca's van Girona zijn:
- Alt Empordà
- Baix Empordà
- Baixa Cerdanya
- Garrotxa
- Gironès
- Pla de l'Estany
- Ripollès
- Selva

Zie voor de gemeenten in Girona de lijst van gemeenten in provincie Girona.

## Demografische ontwikkeling
Bron: INE
Opm: Bevolkingscijfers in duizendtallen